# Due Sorelle (Incoronate)
Due Sorelle o Sestrize (in croato: Sestrica Vela e Sestrica Mala) sono una coppia di isolotti disabitati della Dalmazia settentrionale in Croazia; fanno parte delle isole Incoronate. Amministrativamente appartengono al comune di Sale, nella regione zaratina.

## Geografia
Le Due Sorelle sono fra i più occidentali ed esterni isolotti delle isole Incoronate; si trovano circa 1,5 km a sud-sud-est di punta Belvedere (rt Vidilica), la punta meridionale dell'isola Lunga, a sud di Abba Grande, 2,2 km a sud-sud-ovest di punta Secca (Suhi rt), la punta nord-ovest dell'isola Incoronata, e a ovest di Scillo. Il faro di Sorella Grande e poi quello di punta Belvedere segnalano il passaggio verso porto Taier (luka Telašćica), la grande baia meridionale dell'isola Lunga.
- Sorella grande[3] (Sestrica Vela), l'isolotto maggiore, circa 1 km a sud di Abba Grande, lungo circa 560 m[2] per 240 di larghezza e alto 55,4 m[2], ha una superficie di 0,098 km²[12] e la costa lunga 1,38 km[12]. Il faro che si trova sulla sua punta nord-occidentale è stato costruito nel 1903[4][13].
- Sorella piccola[3] (Sestrica Mala), si trova 150 m[2] a sud-est di Sorella Grande, è di forma arrotondata e misura circa 220 m per 170; è alto 30 m[2], ha una superficie di 0,029 km²[12] e la costa lunga 628 m[8] 43°50′59″N 15°12′48″E.

### Isole adiacenti
- Abba Piccola[14] o Obravacina[5][6] (Aba Mala o Abica), isolotto di circa 280 m, con una superficie di 0,031 km²[12], la costa lunga 0,72 km e l'altezza di 28 m[2]; situato a nord, a circa 430 m[2] da Sorella Grande 43°51′26″N 15°12′42″E.
- Scillo (Šilo Velo), a est, tra le Due Sorelle e Incoronata.

### Cartografia
- (HR) Mappa topografica della Croazia 1:25000, su preglednik.arkod.hr. URL consultato il 26 giugno 2017.
- G. Giani, Carta prospettiva delle Comuni censuarie della Dalmazia, foglio 2, 1839. Fondo Miscellanea cartografica catastale, Archivio di Stato di Trieste.
- Carta di cabottaggio del mare Adriatico, foglio VII, Milano, Istituto geografico militare, 1822-1824. URL consultato il 17 febbraio 2017 (archiviato dall'url originale il 13 aprile 2013).